# (3712) Kraft
(3712) Kraft es un asteroide perteneciente al cinturón de asteroides, descubierto el 22 de diciembre de 1984 por Eugene Harlan y el astrónomo Arnold Klemola desde el Observatorio Lick, California, Estados Unidos.

## Designación y nombre
Designado provisionalmente como 1984 YC. Fue nombrado Kraft en honor al astrónomo estadounidense Robert Paul Kraft.